# Square du Clos-Feuquières

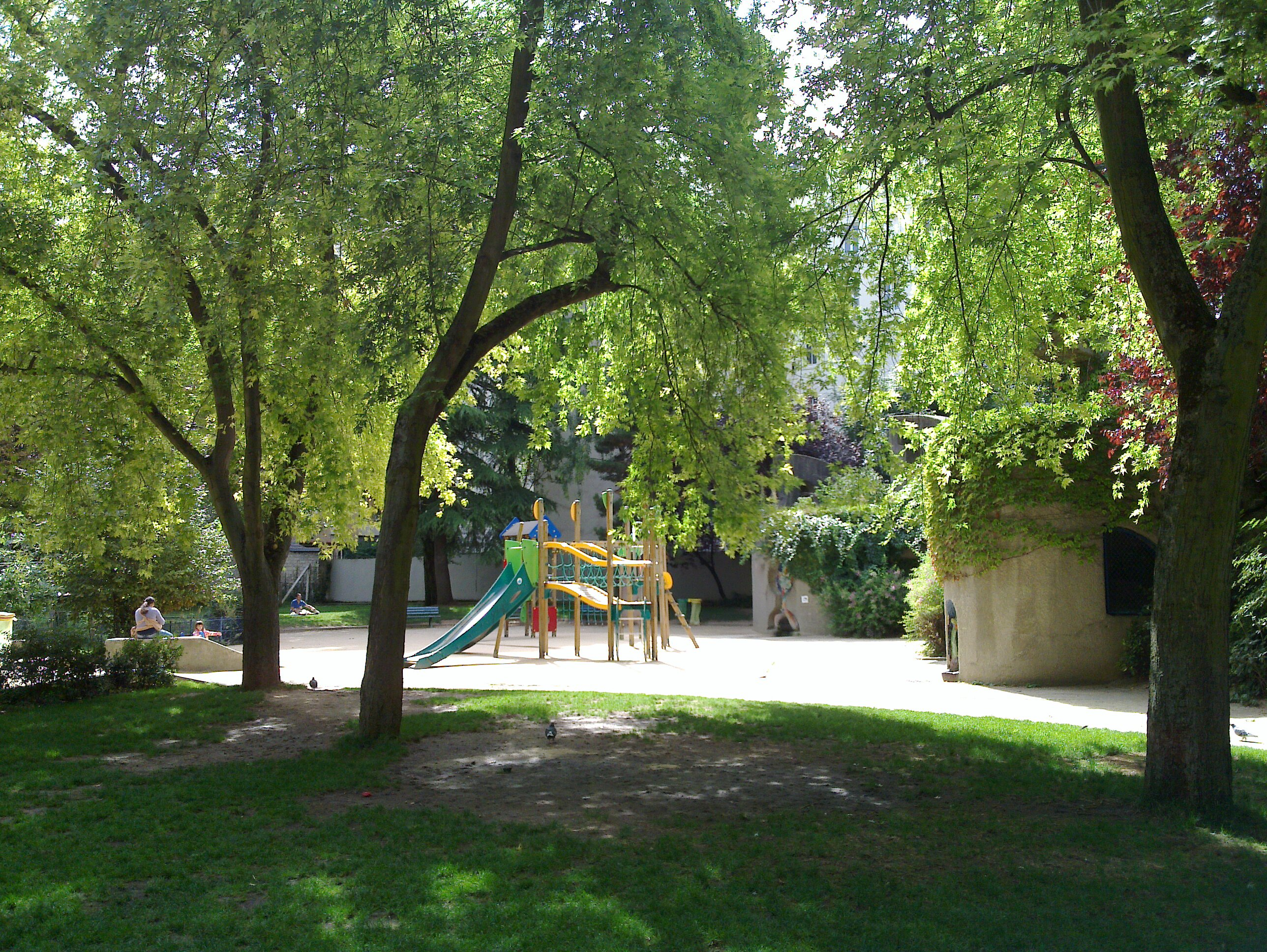
Aire de jeu et édicule technique décoré.

Le square du Clos-Feuquières est un espace vert du 15e arrondissement de Paris.

## Situation et accès
Le square occupe la plus grande partie du pâté de maisons situé entre la rue de la Croix-Nivert, la rue Desnouettes, la rue du Clos-Feuquières et la rue Théodore-Deck.
Seule sa façade de la rue du Clos-Feuquières est significative, les autres entrées se faisant par la rue Dominique-Pado (petite rue en impasse donnant sur la rue de la Croix-Nivert) et la rue Desnouettes.
On accède au site par le 30, rue Desnouettes.
Il est desservi par la ligne 12 à la station Convention.

## Décoration
Le square comportait un édicule technique (détruit en 2016) avec une décoration en pâte de verre colorée de Hugues Veil représentant un dragon.
Au milieu d'une pelouse et de son parterre de fleurs s'érige une statue féminine en bronze : Volute du sculpteur Jean Laniau.

## Origine du nom
Il doit son nom à la proximité de la rue du Clos-Feuquières, d'après le nom du propriétaire des terrains sur lesquels elle a été ouverte.

## Historique
Le square a été aménagé en 1972 sur l'emplacement du parc du marquis de Feuquières. La mare écologique date de 2007.

## Activités
Le square possède une aire de sports indépendante, avec buts de petite taille et tables de ping-pong.
Dans la partie jardin, on trouve des équipements pour enfants (toboggans), une mare écologique et un jardin éducatif.
Le square est couvert par Paris-Wifi, un accès gratuit à Internet.